# Apogon rubellus
Apogon rubellus är en fiskart som först beskrevs av Smith, 1961.  Apogon rubellus ingår i släktet Apogon och familjen Apogonidae. Inga underarter finns listade i Catalogue of Life.